# Шматкове
Шматкове, — колишнє село в Україні, у Липоводолинському районі Сумської області. Підпорядковувалось Липоводолинській селищній раді.
1984 року в селі проживало 220 людей. Рішенням Сумської обласної ради зняте з обліку 1991 року.

## Географічне розташування
Шматкове прилягало до Гречанівки Полтавської області. По селу протікає пересихаючий струмок, на якому зведено загату.